# ائتلاف ملی نیروهای انقلابی و مخالف سوریه
ائتلاف ملی نیروهای انقلابی و مخالف سوریه (عربی: الائتلاف الوطني لقوى الثورة والمعارضة السورية)، که معمولاً ائتلاف ملی سوریه (SNC) (عربی: الائتلاف الوطني السوري) یا ائتلاف ملی انقلابی سوریه (SNRC) گفته می‌شود، ائتلافی از گروه‌های اپوزیسیون سوریه در جنگ داخلی سوریه است که در دوحه قطر در نوامبر ۲۰۱۲ تأسیس شد.